# Mirnock
Mirnock är ett berg i Österrike.   Det ligger i distriktet Villach-Land och förbundslandet Kärnten, i den centrala delen av landet, 260 km sydväst om huvudstaden Wien. Toppen på Mirnock är 2 110 meter över havet, eller 1 346 meter över den omgivande terrängen. Bredden vid basen är 21,4 km.
Terrängen runt Mirnock är bergig åt nordost, men åt sydväst är den kuperad. Närmaste större samhälle är Villach, 19,5 km sydost om Mirnock. 
I omgivningarna runt Mirnock växer i huvudsak blandskog. Runt Mirnock är det ganska tätbefolkat, med 65 invånare per kvadratkilometer.